# Censo escolar da educação básica
Censo escolar da educação básica, é um processo de investigação censitário, com periodicidade anual, que modela informações acerca da educação básica no Brasil utilizando de ferramentas estatísticas. O processo investigativo busca informações sobre algumas áreas prioritárias tais como infra-estrutura da escola, recursos humanos tal como equipe docente, estudantes, jornada escolar, rendimento e movimento escolar. Esses dados são levantados levando em consideração o nível, etapa e modalidade de ensino, dentre outras dimensões de análise. Todo o trabalho ocorre sob a responsabilidade do MEC, INEP e Diretoria de Estatísticas Educacionais (DEED).